# Aceite de azaí
Aceite de azai se obtiene del fruto de 25-30 especies del género Euterpe, que crece en la selva amazónica. Aceite de azaí contiene flavonoides (antocianinas), que tienen aplicaciones en cosmética.

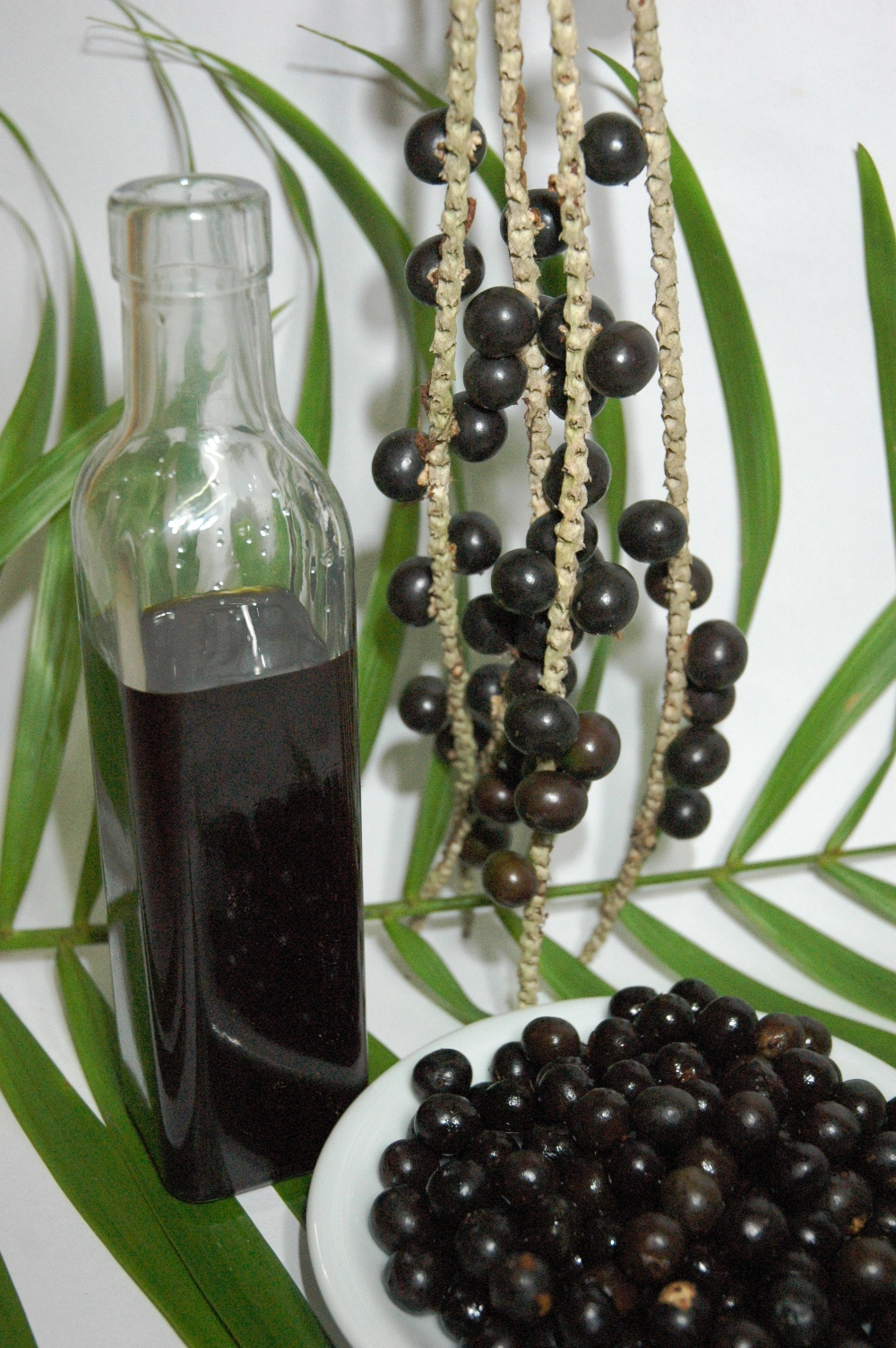
Aceite virgen Azaí

 Una línea de cosméticos la puso en marcha en 2003 la empresa brasileña Beraca con características de este y otros ingredientes de plantas de la selva tropical.  El aceite es comparable al aceite de semilla de uva.
| Ácido graso  | Porcentaje |
| ------------ | ---------- |
| Palmitico    | 22.0%      |
| Esteárico    | 2.0%       |
| Arachidic    | 2.5%       |
| Palmitoleico | 2.0%       |
| Oleico       | 60.0%      |
| Linoleico    | 12.0%      |